# Sadarački rajon
Sadarački rajon (azerski: Sədərək rayonu) je jedan od 66 azerbajdžanskih rajona. Sadarački rajon se nalazi na jugozapadu Azerbajdžana unutar Nahičevanske Autonomne Republike na granici s Armenijom i Iranom. Središte rajona je Hejdarabad. Površina Sadaračkog rajona iznosi 152 km². Prema popisu stanovništva Sadarački rajon ima oko 15.800 stanovnika.
Sadarački rajon se sastoji od 3 općine.